# مارتن وینانتس
مارتن وینانتس (انگلیسی: Maarten Wynants؛ زادهٔ ۱۳ مهٔ ۱۹۸۲) دوچرخه‌سوار اهل بلژیک است.
از باشگاه‌هایی که در آن بازی کرده‌است می‌توان به تیم لوتوان‌ال–یومبو، اسپورت فلاندر-بالوزه، و تیم کوئیک‌استپ فلورز اشاره کرد.